# Lithostrotia
Lithostrotia – klad zauropodów z grupy tytanozaurów (Titanosauria). Według definicji Jeffreya Wilsona i Paula Upchurcha z 2003 roku obejmuje on ostatniego wspólnego przodka Malawisaurus dixeyi i Saltasaurus loricatus oraz wszystkich jego potomków. Wilson i Upchurch jako autorów nazwy podali Upchurcha i współpracowników, którzy użyli jej w drugim wydaniu The Dinosauria, będącym w momencie publikacji pracy Wilsona i Upchurcha w druku. Upchurch i inni w The Dinosauria przedstawili definicję zbliżoną, lecz technicznie odmienną – wykorzystującą rodzaje, a nie gatunki – w związku z czym za autorów nazwy uchodzą Wilson i Upchurch (2003).
Najstarszym znanym przedstawicielem kladu Lithostrotia jest Malawisaurus dixeyi, żyjący w apcie na terenie dzisiejszego Malawi. Najmłodsze skamieniałości zauropodów z grupy Lithostrotia pochodzą z mastrychtu kilku kontynentów.